# Avanti ragazzi di Buda
„Avanti ragazzi di Buda“ (übersetzt „Vorwärts, Jugend von Buda(pest)“; ungarisch: Előre budai srácok) ist ein italienisches antikommunistisches Lied. Geschrieben von Pier Francesco Pingitore und komponiert von Dimitri Gribanovski, erinnert es an den Ungarischen Volksaufstand von 1956 und ist bei der politisch Rechten in Italien ein weit verbreitetes und bekanntes Lied, das auch in Ungarn populär ist.

## Entstehungsgeschichte
„Avanti ragazzi di Buda“ wurde von Pier Francesco Pingitore im Oktober 1966 zum Gedenken an den zehnten Jahrestag des Ungarischen Volksaufstandes von 1956 und als Reaktion auf das „institutionelle Schweigen zu diesem Ereignis“ geschrieben. Dimitri Gribanovski komponierte ein Lied auf Pingitores Text, und es wurde zunächst von Pino Caruso interpretiert. Das Lied fand in Pingitores neu gegründeter Theatergruppe Il Bagaglino großen Anklang und verbreitete sich später an den römischen Universitäten. Die erste Aufnahme entstand 1984 und stammt vom Fronte della Gioventù in Triest, der Jugendorganisation des neofaschistischen Movimento Sociale Italiano.

## Erfolg und Verbreitung
„Avanti ragazzi di Buda“ ist auch in Ungarn bei konservativen und rechten Bewegungen beliebt. Dort unter dem Titel „Előre budai srácok“. Im September 2019 bezeichnete der ungarische Ministerpräsident Viktor Orbán, der zu diesem Zeitpunkt als Gastredner auf einer Kundgebung der Partei Fratelli d’Italia eingeladen war, das Lied als „das schönste, das je über die Revolution von 1956 komponiert wurde“. Das Lied wird oft als Fangesang von den Ultras des Fußballvereins Lazio Rom angestimmt. Im Jahr 2020 wurde bekannt gegeben, dass Pingitore für das Verfassen des Liedes mit dem Ritterkreuz des ungarischen Verdienstordens ausgezeichnet werden soll.